# Rambo (släkt)
Rambo är en av de äldsta och mest utforskade svensk-amerikanska släkterna. Den härstammar från Peter Gunnarsson Ramberg (senare Rambo), som var en av de första svenska emigranterna som kom till kolonin Nya Sverige vid Delawarefloden, på Nordamerikas östkust.

## Stamfader
Stamfadern Peter Gunnarsson Rambo, född 1611/1612 och död januari 1698, kom ursprungligen från Ramberget på Hisingen i Göteborg. Namnet Rambo tog han enligt en teori från sin uppväxt vid Ramberget. Han började använda det efter ankomsten med fartyget Kalmar Nyckel till Nya Sverige som en av fem "frimän" den 17 april 1640. En annan teori om släktens ursprung har framförts av ättlingen Ormond Rambo jr, som menar att stamfadern kom från byn Rambo i Degerfors socken i Västerbotten.

## Äktenskap
Peter Gunnarsson Rambo gifte sig den 7 april 1647 med Brita Mattsdotter, född omkring 1630 i Vasa i Österbotten i Finland. Hon dog omkring 1693. Båda ligger begravda i den år 1700 uppförda Gloria Dei (Old Swedes') Church i Philadelphia i Pennsylvania. Kyrkan är delstatens äldsta sakrala byggnad.

## Avkomlingar
Paret fick åtta barn, varav sex uppnådde vuxen ålder:
- Gunnar Rambo, född 1648/1649
- Gertrude Rambo, född 1650
- Peter Rambo, född 1653
- Catherine Rambo, född 1655
- Andrew Rambo, född 1658
- John Rambo, född 1661, domare och lagstiftare